# Frank Engel (Fußballtrainer)

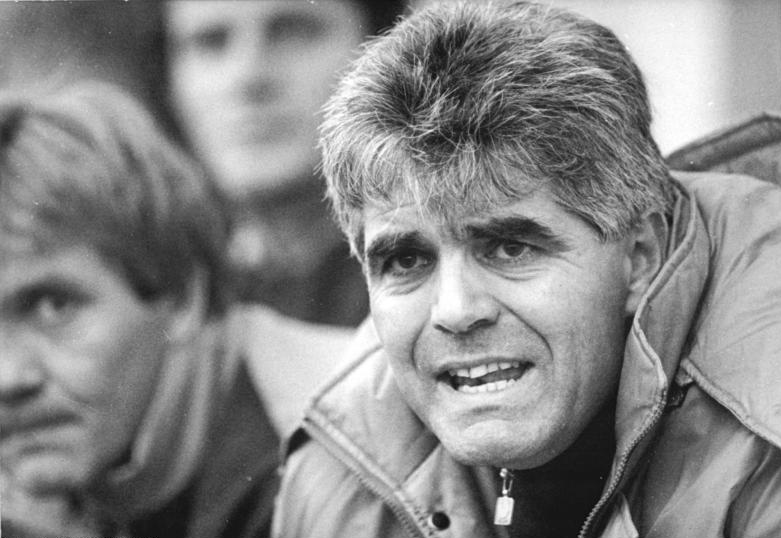
Frank Engel (1990)

Frank Engel (* 15. Februar 1951 in Leipzig) ist ein deutscher Fußballtrainer. Zuletzt war er Trainer der U 15-Junioren des Jugendnationalteams der Nationalmannschaften des DFB.

## Spieler
Frank Engel begann seine Fußball-Laufbahn bei der BSG Dimo Böhlitz-Ehrenberg. Anschließend spielte er in der Nachwuchsoberliga der DDR für Chemie Leipzig, jedoch musste er seine Spielerkarriere wegen Rückenproblemen bereits mit 19 Jahren beenden.

## Trainer
Von 1976 bis 1988 war Engel im Nachwuchsbereich für den Fußballverband der DDR zuständig. Er saß bei 195 Juniorenländerspielen auf der Bank und trainierte unter anderem spätere Größen wie Matthias Sammer, Ulf Kirsten und Thomas Doll. 1986 gewann er Bronze bei der U16-Europameisterschaft in Spanien. Im Spiel um Platz drei besiegte die Nachwuchsauswahl der DDR das bundesdeutsche Team von Holger Osieck.
Nach der Wende trainierte er zahlreiche Vereine, unter anderem betreute er den FC Carl Zeiss Jena in der 2. Bundesliga und war Co-Trainer von Jörg Berger in Aachen und Rostock. Internationale Erfahrung sammelte Engel als Trainer in Südkorea bei Daewoo Royals (1990) und in Ägypten beim Ismaily SC (1998/99).
Von 2005 bis 2016 betreute er als Trainer die U 19, U 18 und U 15-Nationalmannschaft.

## Stationen als Trainer
- Nachwuchstrainer BSG Chemie Leipzig, 1969 bis 1976
- Juniorenauswahlen (U15–U19) der DDR, 1976 bis 1988
- DDR-Nationalmannschaft (Co-Trainer), 1988/89
- BSG Chemie Böhlen, 1989
- Daewoo Royals, 1. Januar 1990 – November 1990
- FC Sachsen Leipzig, November 1990 – 30. Juni 1992
- 1. FC Markkleeberg, 1. Juli 1992 – 3. November 1993
- 1. FC Magdeburg, 3. Dezember 1993 – 30. Juni 1994
- 1. FC Union Berlin, 1. Juli 1994 – 25. Januar 1995
- FC Rot-Weiß Erfurt, 1. Juli 1995 bis 14. Mai 1997
- FC Carl Zeiss Jena, 15. Mai 1997 bis 30. November 1997
- Ismaily SC, 1998/99
- Eintracht Frankfurt (Co-Trainer), 1. Juli 1999 bis 19. Dezember 1999
- FC Rot-Weiß Erfurt, 27. April 2000 bis 26. November 2000
- Alemannia Aachen (Co-Trainer), 1. Juli 2002 bis 30. Juni 2004
- Hansa Rostock (Co-Trainer), 17. November 2004 bis 14. August 2005
- Deutsche U19-Nationalmannschaft, seit 1. Januar 2006
- Deutsche U15-Nationalmannschaft, von 2009 bis 2016
- BSG Chemie Leipzig, seit 1. Januar 2022 Mitglied im Aufsichtsrat